# Bois-et-Borsu
Bois-et-Borsu is een plaats in de Belgische provincie Luik en een deelgemeente van de gemeente Clavier. Tot 1 januari 1977 was het een zelfstandige gemeente.

## Geschiedenis
De gemeente Bois-et-Borsu ontstond in 1808 door samenvoeging van de gemeenten Bois en Borsu.

## Demografische ontwikkeling
- Bronnen:NIS, Opm:1831 tot en met 1970=volkstellingen, 1976= inwoneraantal op 31 december

## Galerij

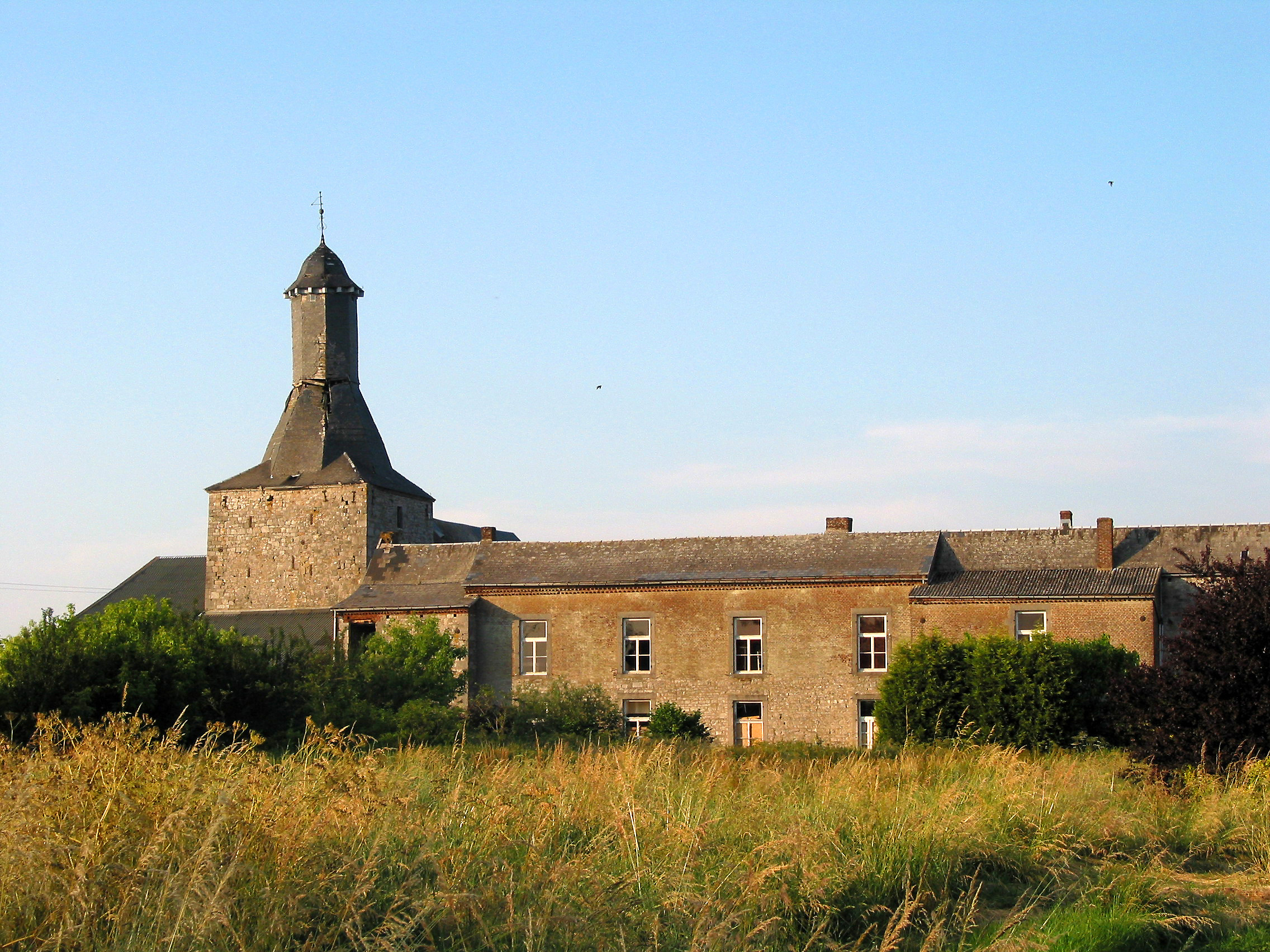
voormalige kasteelboerderij (XIV/XVIIe eeuw)
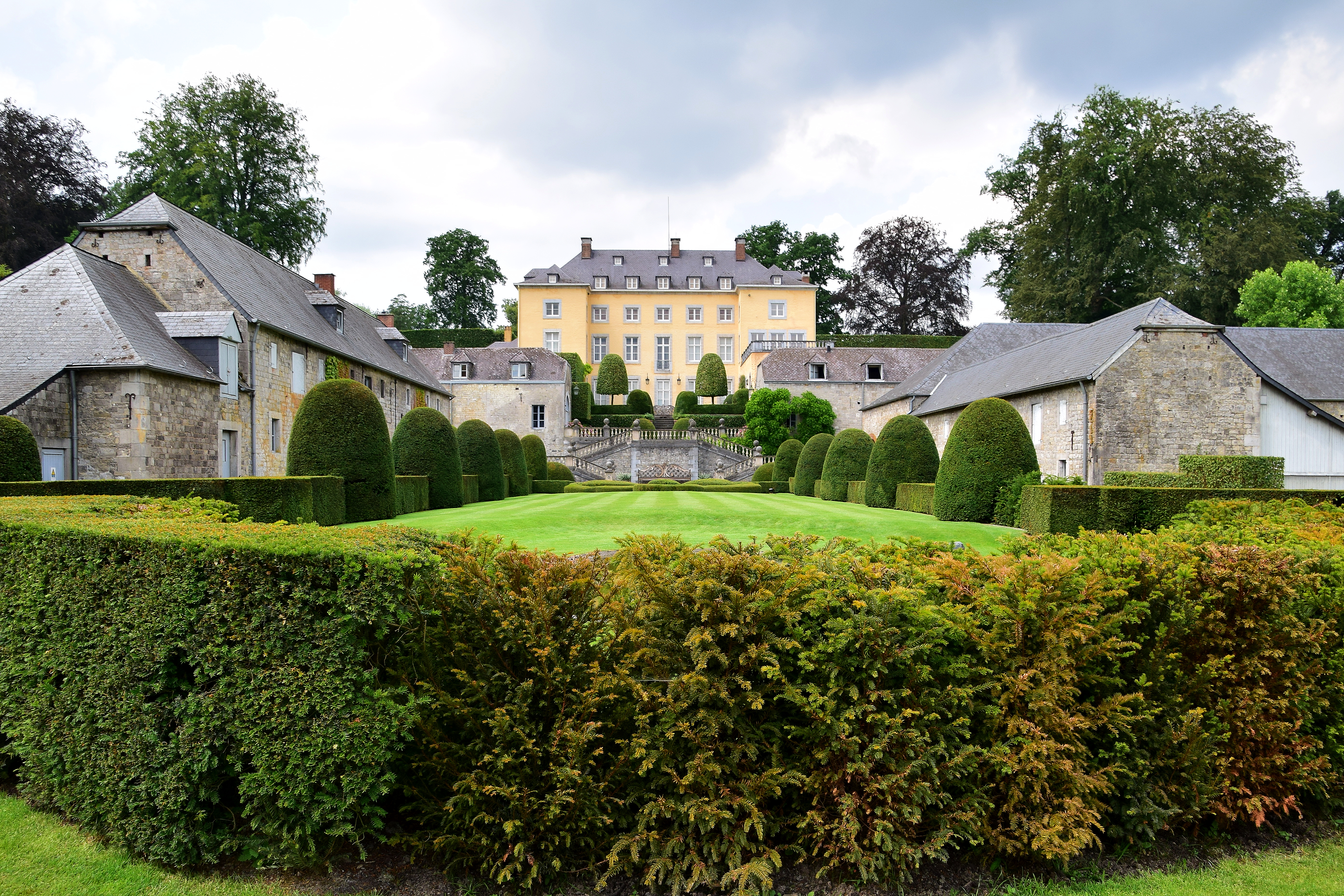
Kasteel van Hoyoux

Deelgemeenten: Bois-et-Borsu · Clavier · Les Avins · Ocquier · Pailhe · Terwagne

Overige dorpen en gehuchten: Amas · Atrin · Bois · Borsu · Clavier-Station · Ochain · Odet · Pair · Petit Avin · Saint-Fontaine · Vervoz 

Belgische gemeenten · arrondissement Hoei · provincie Luik · Wallonië